# Patrona Halil

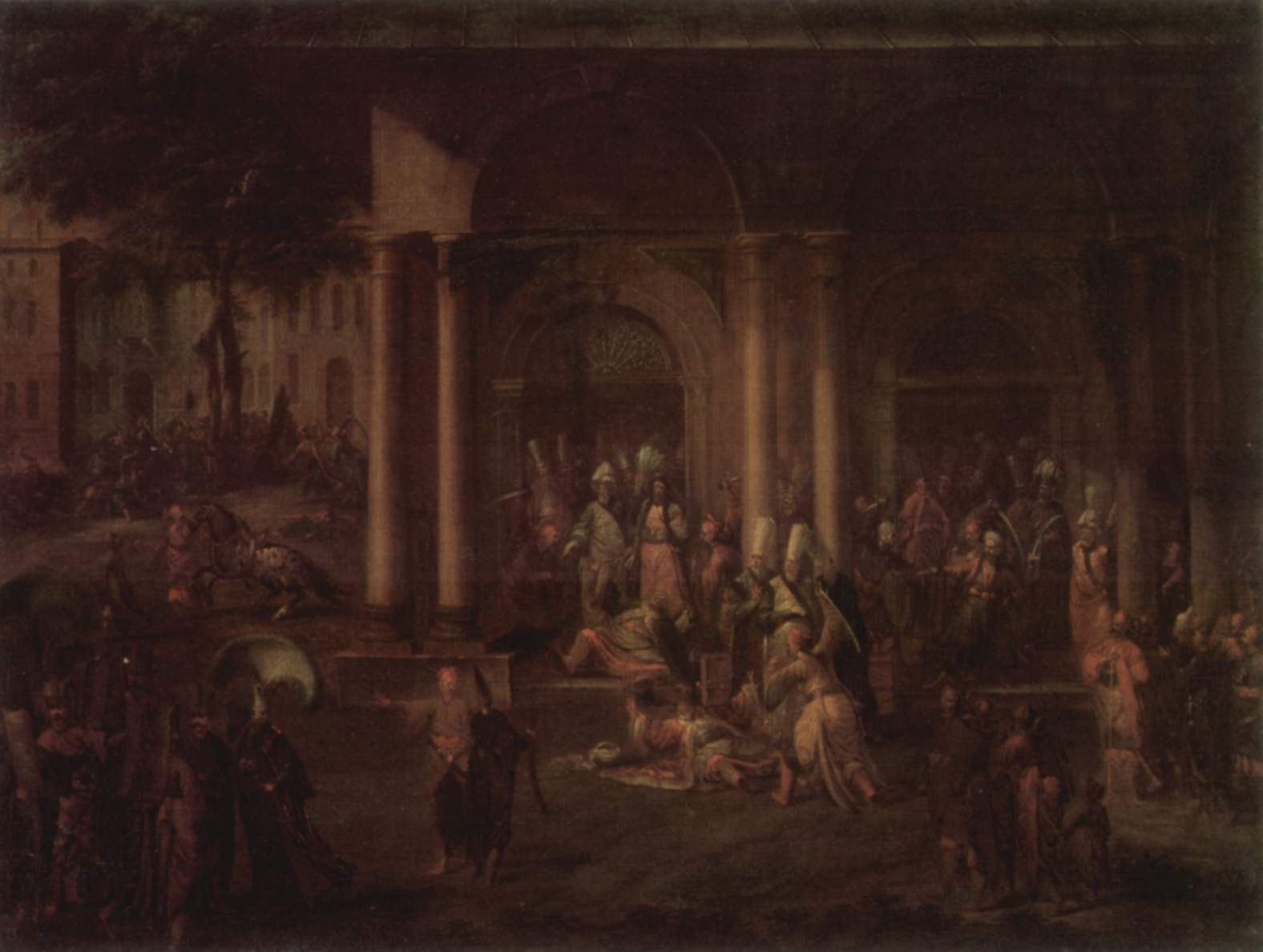
Sucesos de la revuelta de Patrona; pintados por Jean-Baptiste van Mour.

Patrona Halil o Patrona Kalil fue un revolucionario nacido en Albania hacia el año 1687 y muerto en el año 1730.
Este albanés, que antes había sido marino y jenízaro, se puso al frente de la famosa revolución de 1730 contra el sultán Ahmed III (1673-1736), conocida como la «revuelta de Patrona Kalil».
Esta insurrección que Halil dirigía triunfó y el sultán fue depuesto y reemplazado por Mahmud I (1696-1754). 
Pero este nuevo sultán, Mahmud I, cansado de la insolencia de Halil, lo hizo ejecutar en la sala del Diván.
El pintor Jean Baptiste Vanmour (1671-1737), dejó pintados varios acontecimientos de su estancia en Estambul y uno de ellos representa la "revuelta de Patrona Kalil".